# North Harrow
La stazione di North Harrow è una stazione della metropolitana di Londra sulla linea Metropolitan.
La stazione ha vinto il premio Transport for London per il miglior servizio passeggeri nel 2009 e 2010.

## Storia
La Metropolitan Railway iniziò I servizi da questa stazione il 25 maggio 1885 con l'avvio dell'estensione a Pinner. La stazione di North Harrow aprì il 22 marzo 1915 e venne ricostruita nel 1930 come parte del programma di modernizzazione della Metropolitan Railway.

## Interscambi
Nelle vicinanze della stazione effettuano fermata alcune linee urbane automobilistiche, gestite da London Buses.
- Fermata autobus

## Galleria d'immagini

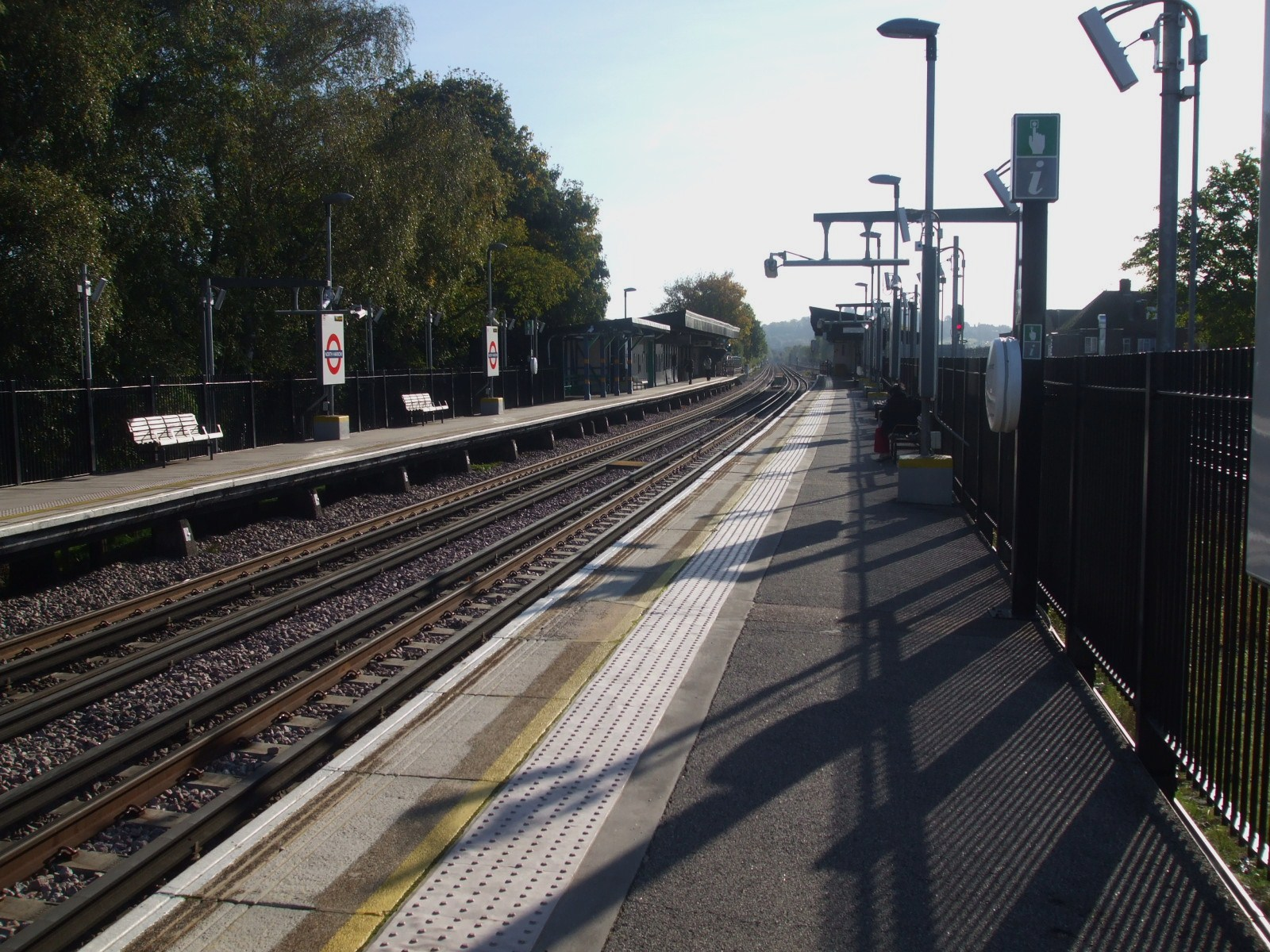
Piattaforme della stazione.
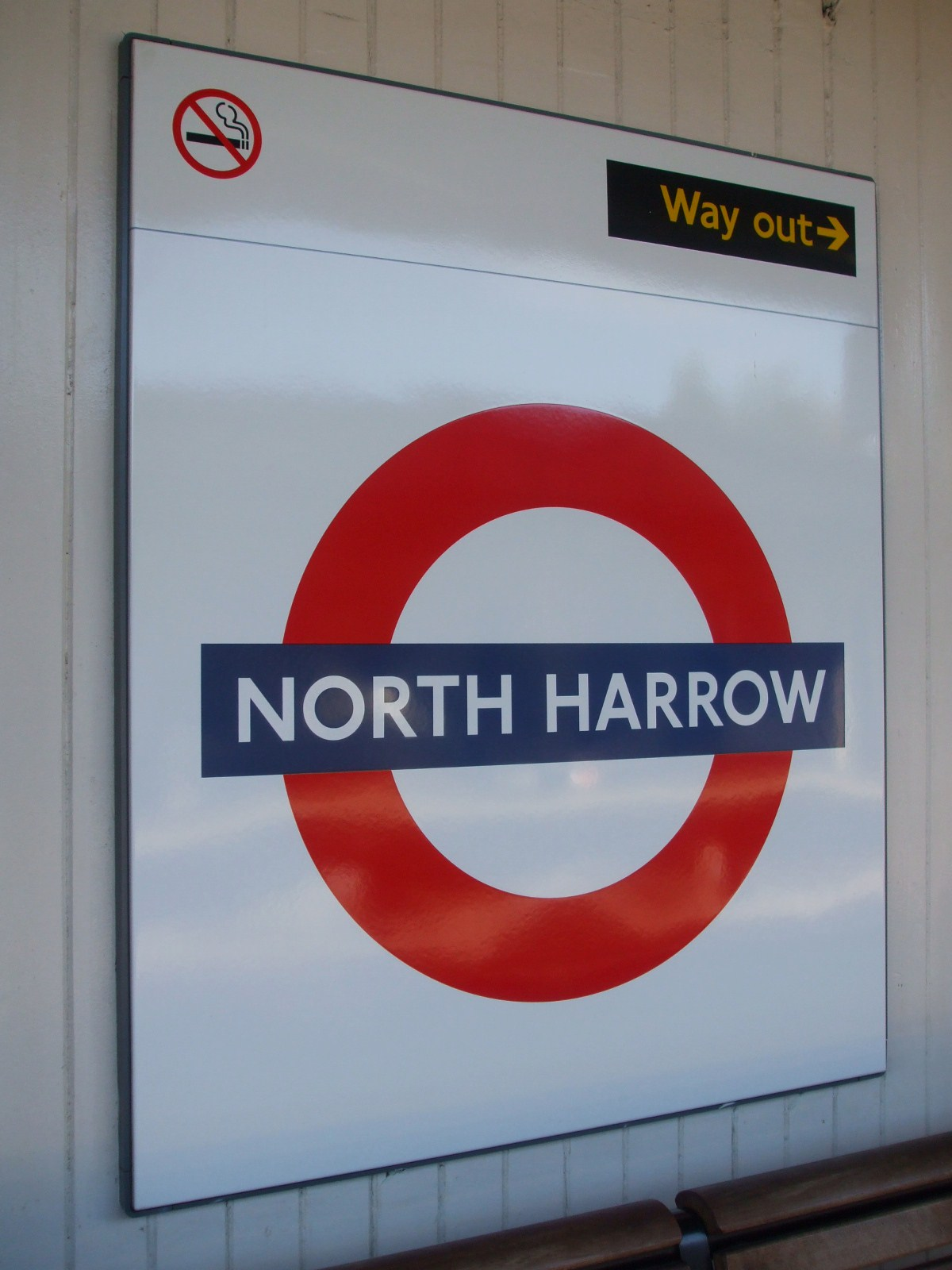
Segnale della stazione
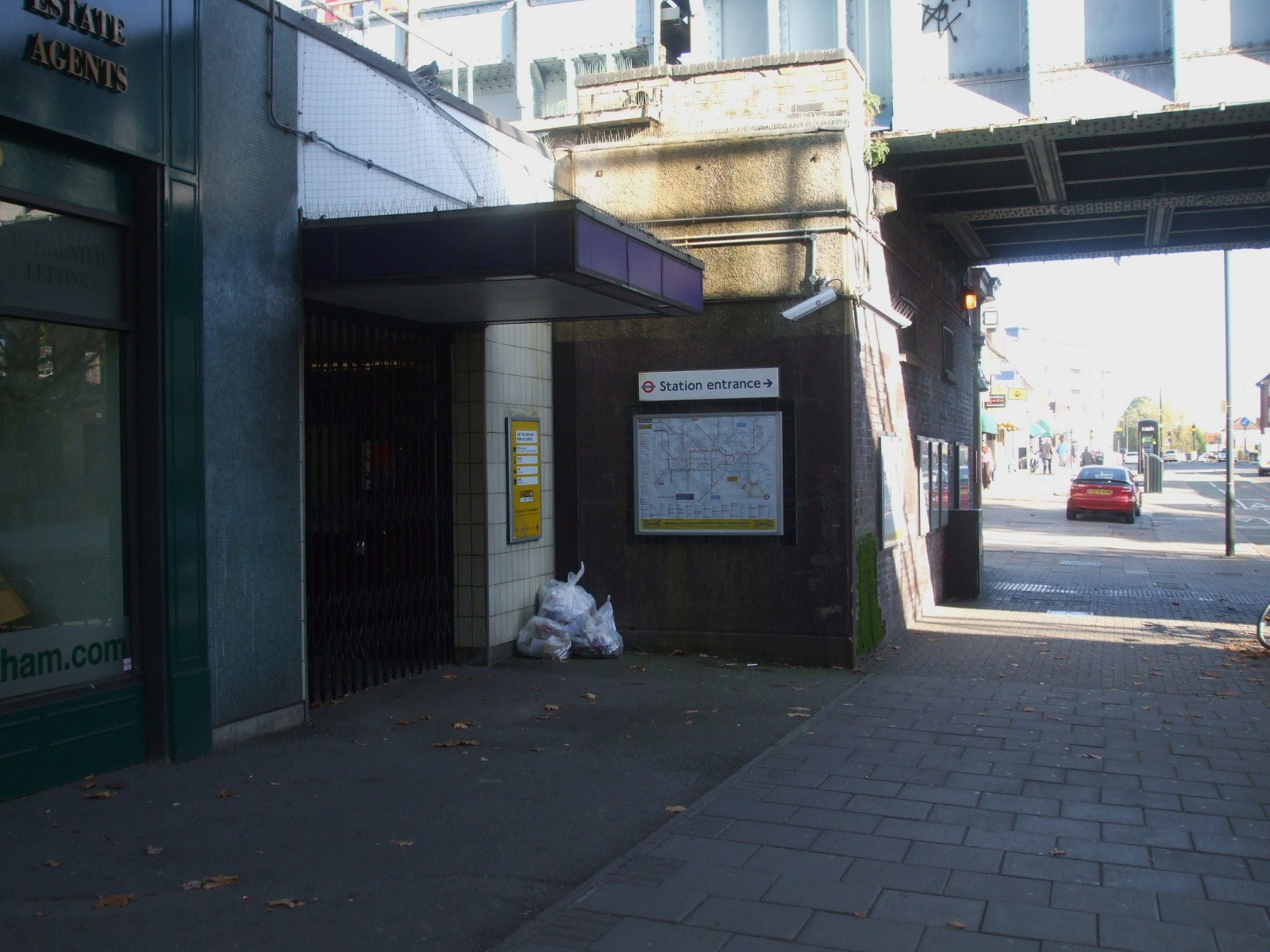
L'ingresso non più in uso